# Troglohyphantes cruentus
Troglohyphantes cruentus là một loài nhện trong họ Linyphiidae.
Loài này thuộc chi Troglohyphantes. Troglohyphantes cruentus được Paolo Marcello Brignoli miêu tả năm 1971.